# Mijhirne
Mijhirne (en (ucraïnès): Міжгірне, en rus: Межгорное, Mejgórnoie) és un poble de la República Autònoma de Crimea a Ucraïna, que el 2014 tenia 48 habitants. Pertany al districte de Simferòpol.